# François-Auguste Mignet

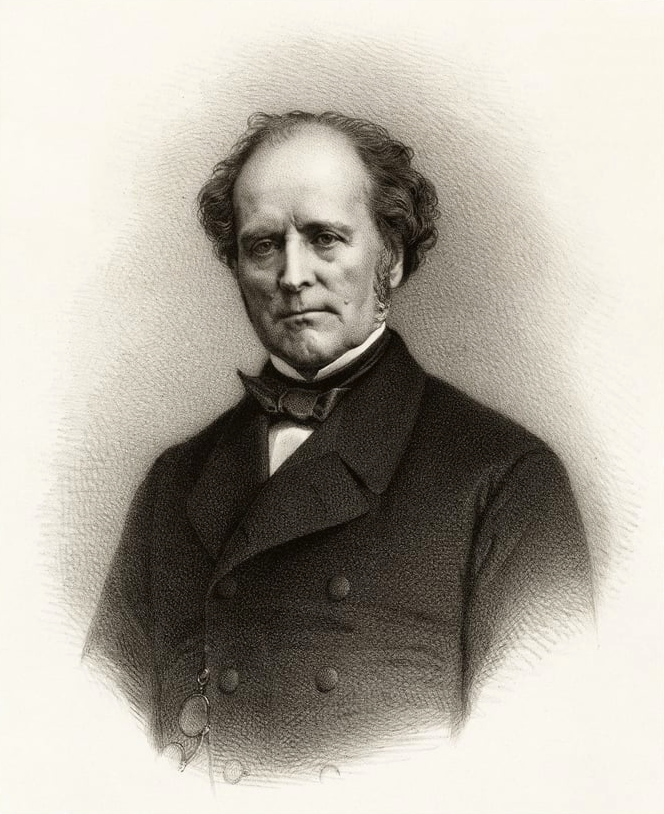
François-Auguste Mignet

François-Auguste-Marie Mignet (Aix-en-Provence, 8 mei 1796 - Parijs, 24 maart 1884) was een Frans historicus en journalist.

## Levensloop
Mignet was van bescheiden komaf, maar toonde zich een briljante leerling en kon via een studiebeurs rechten studeren aan de universiteit van Aix-en-Provence. Daar leerde hij Adolphe Thiers kennen. In 1818 werd hij toegelaten tot de balie, maar hij was niet erg actief als advocaat. In 1821 reisde hij samen met Thiers af naar Parijs. Hij werd er journalist en schreef voor verschillende dagbladen en tijdschriften (Le Constitutionnel, Le Courrier français, Revue des Deux Mondes, Journal des savants). Tegelijk werkte hij aan een vernieuwend geschiedkundig werk over de Franse Revolutie. Zijn Histoire de la Révolution française werd in 1824 in twee delen uitgegeven. Mignet besteedde als eerste historicus aandacht aan de sociale aspecten van de Franse Revolutie. Dit werk werd in twintig talen vertaald.
Mignet was niet enkel een vriend van Thiers, maar deelde ook diens politieke ideeën. In januari 1830 stichtten ze samen de krant Le National. Hiermee voerden ze oppositie tegen het regime van koning Karel X en ze pleitten voor een constitutionele monarchie. Mignet tekende samen met andere journalisten een petitie voor de persvrijheid, die mee aan de wieg lag van de Julirevolutie van 1830. Onder het nieuwe regime van koning Lodewijk Filips werd Mignet benoemd in de Raad van State. Vervolgens werd hij directeur van de archieven van het ministerie van Buitenlandse Zaken. Hij behield die post tot 1848.
In 1832 werd Minet opgenomen in de Académie des sciences morales et politiques en in 1836 in de Académie française. Hij ontving het grootkruis in het Legioen van Eer.
Mignet overleed in 1884 in Parijs en werd begraven in Aix-en-Provence.